# Chentkaus I.
Chentkaus I. war eine altägyptische Königin gegen Ende der 4. Dynastie (Altes Reich) um 2500 v. Chr. Sie war möglicherweise Gemahlin des Pharao Schepseskaf und/oder Mutter des Userkaf.
Der ungewöhnlich lange Totenkult um diese Königin sowie ihre Titulaturen haben in der Ägyptologie den Verdacht erregt, dass sie möglicherweise selbst für kurze Zeit eigenständige Herrscherin über Ägypten gewesen war. Fest steht, dass sie einen bedeutenden Einfluss auf das historische Geschehen während des Wechsels von der 4. zur 5. Dynastie gehabt haben muss.

## Titel
| Transkription                                     | Übersetzung |
| ------------------------------------------------- | --- |
| mw.t nsw-bi.tj nsw-bi.tj oder mw.t nswt.wi bjt.wj | König von Ober- und Unterägypten und Mutter des Königs vom Ober- und Unterägypten oder Mutter zweier Könige von Ober- und Unterägypten |
| s3.t nṯr                                          | Gottestochter |
| ḏd.t jḫ.t nb(.t) nfr.t jrj(.t)=tw n=s             | Die irgend etwas Vollkommenes sagt, das man für sie ausführen wird                                                                     |

Am Grabmal der Chentkaus I. fand sich der Titel Mut-nesutju-bitju (mw.t nsw-bi.tj nsw-bi.tj), der sich grammatikalisch korrekt in zwei unterschiedlichen Formen übersetzen lässt. Zum einen kann es nach der Übersetzung von Wladimir Wikentiew „Mutter zweier Könige von Ober- und Unterägypten“ bedeuten. Andererseits kann der Titel, wie von Hermann Junker vorgeschlagen, auch mit „König von Ober- und Unterägypten und Mutter des Königs von Ober- und Unterägypten“ übersetzt werden, was darauf hindeuten kann, dass sie selbst als König geherrscht hatte. Damit wäre sie die erste oder zweite ägyptische Herrscherin gewesen. Nach einem weiteren Vorschlag von Miroslav Verner könnte der Titel auch mit „Mutter des Königs von Ober- und Unterägypten (handelnd als bzw. für den) König von Ober- und Unterägypten“ übersetzt werden. Er würde somit anzeigen, dass Chentkaus als Regentin für einen noch unmündigen Sohn geherrscht hat.

## Herkunft und Familie
Die Herkunft von Chentkaus I. ist unklar. Da sie weder den Titel einer „Königstochter“ noch einer „Königsgemahlin“ trug, entstammte sie wohl nicht unmittelbar der Königsfamilie der 4. Dynastie oder höchstens einer Seitenlinie. Ein Inschriftenrest aus dem Taltempel des Mykerinos mit dem Titel einer Königstochter und einem Namensrest wurde von Selim Hassan als Hinweis darauf angesehen, dass Chentkaus eine Tochter dieses Herrschers war. Silke Roth zweifelte dies jedoch an und hielt die Lesung des Namensrestes als „…kau…“ für unwahrscheinlich, womit die Inschrift einer anderen Person zuzuordnen wäre. Neben ihrer Abstammung ist auch die Ehe mit einem der Herrscher der 4. Dynastie (vorgeschlagen wurden Mykerinos, Schepseskaf und Thamphthis) nicht gesichert.
Auch ihre Nachkommen sind nicht eindeutig geklärt. Nach der Überlieferung des Papyrus Westcar, der die legendäre Abstammung der Pharaonen Userkaf, Sahure und Neferirkare beschreibt, sollen sie die Söhne der Chentkaus gewesen sein. Durch den Fund einiger neuer Reliefblöcke vom Aufweg der Sahure-Pyramide im Jahr 2002 ist das familiäre Verhältnis der drei Könige aber inzwischen etwas klarer geworden. Auf ihnen wird eindeutig Königin Neferhetepes als Mutter von Sahure identifiziert. Für sie hatte Userkaf eine kleine Pyramidenanlage neben seinem eigenen Grabmal in Sakkara errichten lassen. Sie war demnach seine Gemahlin und Sahure sein Sohn. Ebenso ist mittlerweile die Stellung von Neferirkare gesichert. Er war ein Sohn von Sahure und seiner Schwestergemahlin Meretnebty und somit ein Enkel von Userkaf. Somit verbleibt lediglich Userkaf als möglicher Sohn der Chentkaus, wofür es allerdings keine unmittelbaren Belege gibt. Es wurde auch die Möglichkeit in Betracht gezogen, dass er ein Gemahl der Chentkaus war, die ihm durch ihren Rang als „Erbprinzessin“ die Thronbesteigung ermöglichte.

## Historische Einordnung
Eine wichtige Rolle in der Erforschung des Übergangs von 4. Dynastie zu 5. Dynastie spielt ein nicht zeitgenössisch belegter Herrscher namens „Thamphthis“. Es wurde mehrfach vermutet, dass sich hinter der Figur des „Thamphthis“ Königin Chentkaus I. selbst verbergen könnte, dass beide also miteinander identisch sind. Hintergrund dieser Annahme sind Darstellungen in ihrem Totentempel, die Chentkaus als regierenden Pharao mit Nemes-Kopftuch und Zeremonialbart zeigen. Eine Thronübernahme für einen noch minderjährigen Userkaf als Begründer einer neuen Dynastie würde auch den ungewöhnlich lange gehegten Totenkult um diese Königin erklären.
Allerdings wurde auf der Grabinschrift ihr Name nicht in einer Kartusche dargestellt. Zudem gab es bis zur Entdeckung ihrer Tempelinschrift Verwirrung, weil in der späteren Überlieferung von einer „Mutter zweier Könige“ die Rede war, es aber augenscheinlich zwei Königinnen mit dem Namen „Chentkaus“ geben musste: Eine, die Userkaf und Sahure gebar und noch eine weitere, Chentkaus II., welche die Mutter der Pharaonen Raneferef und Niuserre war. Offenbar verschmolzen beide Persönlichkeiten in der späteren Rezeption aufgrund der sich ähnelnden Familienumstände zu einer einzigen legendären Gestalt.

## Grabmal

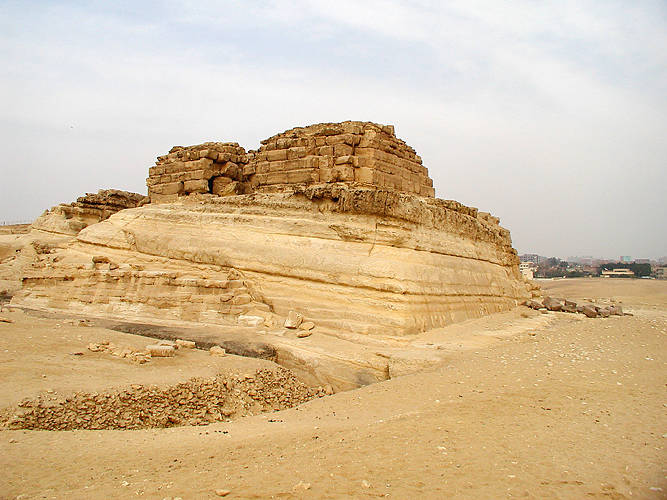
Grab der Chentkaus I. in Gizeh

Chentkaus I. ließ sich in Gizeh ein eigentümliches Grabmal errichten, das Eigenarten von Pyramiden, Mastabas und Felsengräbern vereint. Es wurde in zwei Bauphasen errichtet und hatte in seiner finalen Form die Anmutung einer zweistufigen Stufenpyramide mit einer Grundfläche von 45,8 m × 43,7 m und einer Höhe von 18,5 m. Aufgrund seiner Form wurde es oftmals auch als vierte Pyramide von Gizeh bezeichnet. Der Sockel besteht aus einem in den Steinbrüchen stehengelassenen Felsquader, der mit einem aus dem Fels gemeißelten Unterbau mit dem Raumprogramm einer Pyramide versehen wurde. Nachträglich wurde dann eine mastabaartige Stufe aufgemauert. Das Grabmal war schließlich mit Tura-Kalkstein verkleidet. Um das Grabmal fanden sich Elemente wie ein Schiffsgrab und eine Pyramidensiedlung, die ansonsten nur bei Königspyramiden auftraten, was die Vermutung bekräftigt, dass sie als Herrscherin über Ägypten gewirkt hat.

## Rezeption
Die familiäre Rolle der Chentkaus I. als Mutter der ersten Könige einer neuen Dynastie könnte inspirativen Einfluss auf die Legenden des Papyrus Westcar gehabt haben. In der vierten und fünften Geschichte wird mit Rudj-Djedet die Frau eines Ra-Priesters erwähnt, welche die Mutter der ersten drei Könige der 5. Dynastie gewesen sein soll.